# Neobisium distinctum
Espèce
Synonymes
- Obisium distinctum Beier, 1928

Neobisium distinctum est une espèce de pseudoscorpions de la famille des Neobisiidae.

## Distribution
Cette espèce se rencontre en Croatie et en Italie.

## Description
Neobisium distinctum mesure de 4 à 5 mm.

## Systématique et taxinomie
Cette espèce a été décrite sous le protonyme Obisium distinctum par Beier en 1928. Elle est placée dans le genre Neobisium par Beier en 1932.

## Publication originale
- Beier, 1928 : Die Pseudoskorpione des Wiener Naturhistorischen Museums. I. Hemictenodactyli. Annalen des Naturhistorischen Museums in Wien, vol. 42, p. 285-314 (texte intégral).